# Olympische Sommerspiele 1972/Ringen – Griechisch-römischer Stil Fliegengewicht (Männer)
Das Ringen im griechisch-römischen Stil der Männer in der Klasse bis 52 kg bei den Olympischen Sommerspielen 1972 wurde vom 5. bis 10. September in der Ringer-Judo-Halle auf dem Messegelände Theresienhöhe ausgetragen.

## Wettkampfformat
Die Kampfzeit war auf drei Mal drei Minuten beschränkt. Ein Ringer blieb so lange im Turnier, bis er mit sechs Minuspunkten belastet war. Sobald nur noch zwei oder drei Athleten übrig waren, wurde eine Finalrunde um die Medaillen ausgetragen.
Minuspunkte wurden wie folgt verteilt:
- 0,5: Sieg durch technische Überlegenheit
- 1: Sieg nach Punkten
- 2: Unentschieden
- 2,5: Unentschieden, Passivität
- 3: Niederlage nach Punkten
- 3,5: Niederlage durch technische Überlegenheit des Gegners
- 4:  Niederlage durch Schultersieg des Gegners, Passivität, Verletzung

## Ergebnisse

### Runde 1
| MPG | MPK |                         | Zeit |                            | MPK | MPG |
| --- | --- | ----------------------- | ---- | -------------------------- | --- | --- |
| 4   | 4   | Mahdi Houryar           | 6:33 | Petar Kirow                | 0   | 0   |
| 1   | 1   | Miroslav Zeman          |      | Mohamed Karmous            | 3   | 3   |
| 0   | 0   | Jamsrangiin Mönkh-Ochir | 0:00 | James Steiger              | 4   | 4   |
| 4   | 4   | Trond Martiniussen      | 2:40 | Fritz Huber                | 0   | 0   |
| 4   | 4   | Gheorghe Stoiciu        | 6:43 | József Doncsecz            | 4   | 4   |
| 0   | 0   | Boško Marinko           | 4:29 | Javier León                | 4   | 4   |
| 3   | 3   | Enrique Jiménez         |      | Ahmet Tren                 | 1   | 1   |
| 0   | 0   | Vasilios Ganotis        | 6:56 | Leonel Duarte              | 4   | 4   |
| 0,5 | 0,5 | Witali Konstantinow     |      | Abdel Fattah Sayed Ibrahim | 3,5 | 3,5 |
| 1   | 1   | Koichiro Hirayama       |      | Giuseppe Bognanni          | 3   | 3   |
| 1   | 1   | Jan Michalik            |      | Pertti Ukkola              | 3   | 3   |

### Round 2
| MPG | MPK |                            | Zeit |                    | MPK | MPG |
| --- | --- | -------------------------- | ---- | ------------------ | --- | --- |
| 7   | 3   | Mahdi Houryar              |      | Miroslav Zeman     | 1   | 2   |
| 0   | 0   | Petar Kirow                | 6:39 | Mohamed Karmous    | 4   | 7   |
| 0   | 0   | Jamsrangiin Mönkh-Ochir    | 7:07 | Trond Martiniussen | 4   | 8   |
| 3   | 3   | Fritz Huber                |      | Gheorghe Stoiciu   | 1   | 5   |
| 4   | 0   | József Doncsecz            | 8:28 | Boško Marinko      | 4   | 4   |
| 8   | 4   | Javier León                | 5:28 | Enrique Jiménez    | 0   | 3   |
| 3   | 2   | Ahmet Tren                 |      | Vasilios Ganotis   | 2   | 2   |
| 8   | 4   | Leonel Duarte              | 7:51 | Koichiro Hirayama  | 0   | 1   |
| 4,5 | 4   | Witali Konstantinow        | 2:37 | Giuseppe Bognanni  | 0   | 3   |
| 1   |     | Jan Michalik               |      | Freilos            |     |     |
| 4   |     | James Steiger              |      | DNS                |     |     |
| 3,5 |     | Abdel Fattah Sayed Ibrahim |      | DNS                |     |     |
| 3   |     | Pertti Ukkola              |      | DNS                |     |     |

### Round 3
| MPG | MPK |                     | Zeit |                         | MPK | MPG |
| --- | --- | ------------------- | ---- | ----------------------- | --- | --- |
| 4   | 3   | Jan Michalik        |      | Petar Kirow             | 1   | 1   |
| 2   | 0   | Miroslav Zeman      | 1:50 | Jamsrangiin Mönkh-Ochir | 4   | 4   |
| 6   | 3   | Fritz Huber         |      | József Doncsecz         | 1   | 5   |
| 9   | 4   | Gheorghe Stoiciu    | 8:20 | Boško Marinko           | 0   | 4   |
| 7   | 4   | Enrique Jiménez     | 8:28 | Vasilios Ganotis        | 0   | 2   |
| 6   | 3   | Ahmet Tren          |      | Giuseppe Bognanni       | 1   | 4   |
| 7,5 | 3   | Witali Konstantinow |      | Koichiro Hirayama       | 1   | 2   |

### Round 4
| MPG | MPK |                   | Zeit |                         | MPK | MPG |
| --- | --- | ----------------- | ---- | ----------------------- | --- | --- |
| 5   | 1   | Jan Michalik      |      | Miroslav Zeman          | 3   | 5   |
| 1   | 0   | Petar Kirow       | 6:58 | Jamsrangiin Mönkh-Ochir | 4   | 8   |
| 5   | 0   | József Doncsecz   | 7:31 | Vasilios Ganotis        | 4   | 6   |
| 8   | 4   | Boško Marinko     | 3:31 | Koichiro Hirayama       | 0   | 2   |
| 4   |     | Giuseppe Bognanni |      | Freilos                 |     |     |

### Round 5
| MPG | MPK |                   | Zeit |                   | MPK | MPG |
| --- | --- | ----------------- | ---- | ----------------- | --- | --- |
| 5   | 1   | Giuseppe Bognanni |      | Jan Michalik      | 3   | 8   |
| 2   | 1   | Petar Kirow       |      | Miroslav Zeman    | 3   | 8   |
| 8   | 3   | József Doncsecz   |      | Koichiro Hirayama | 1   | 3   |

### Finalrunde
Ergebnis des Kampfes Koichiro Hirayama – Giuseppe Bognanni aus Runde 1 übernommen,
| MPG | MPK |                   | Zeit |                   | MPK | MPG |
| --- | --- | ----------------- | ---- | ----------------- | --- | --- |
|     | 1   | Koichiro Hirayama |      | Giuseppe Bognanni | 3   |     |
| 7   | 4   | Giuseppe Bognanni | 6:38 | Petar Kirow       | 0   |     |
| 5   | 4   | Koichiro Hirayama | 5:49 | Petar Kirow       | 4   | 4   |